# Terradellas
Terradellas (en catalán: Terradelles) es una localidad perteneciente al municipio de Bagá, en la provincia de Barcelona, España.